# Sanremo-Festival 2001
Die 51. Ausgabe des Festival della Canzone Italiana di Sanremo fand 2001 an fünf Tagen zwischen dem 26. Februar und dem 3. März im Teatro Ariston in Sanremo statt und wurde von Raffaella Carrà mit Megan Gale, Massimo Ceccherini und Enrico Papi moderiert.

## Ablauf

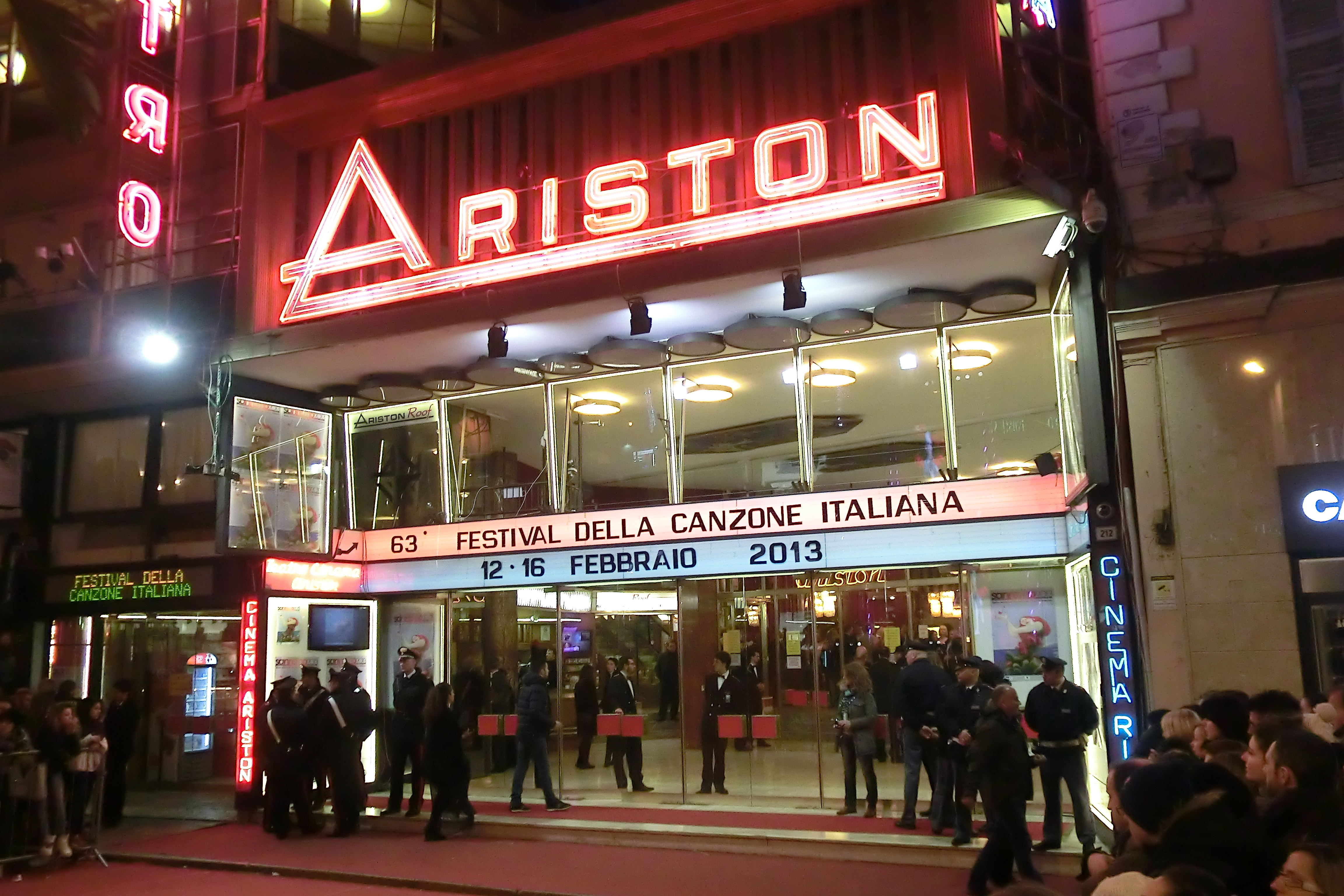
Das Ariston-Theater, Veranstaltungsort des Sanremo-Festivals

2001 vertraute die Rai die Moderation des Festivals der populären Moderatorin Raffaella Carrà an. Sie wurde von Megan Gale, Massimo Ceccherini und Enrico Papi unterstützt. Nachdem im Vorjahr die Expertenjury das Endergebnis in ihrem Sinne auf den Kopf gestellt hatte, wurde in diesem Jahr versucht, das Stimmenverhältnis durch die Einführung einer „Konsumentenjury“, bestehend aus einem Testpool von 300 Musikkonsumenten, auszugleichen; ihre Stimmen ergänzten die der demoskopischen und der Expertenjury. Letztere bestand in diesem Jahr aus Gino Paoli, Omar Calabrese, Piero Chiambretti, Saverio Marconi, Alberto Testa, Francesca Archibugi, Giovanni Veronesi, Piero Vivarelli, Margherita Buy und Iva Zanicchi.
Sowohl in der Haupt- als auch in der Newcomer-Kategorie gab es je 16 Teilnehmer, alle erreichten das jeweilige Finale. Unter den Gästen waren Eminem, Russell Crowe (mit seiner Band 30 Odd Foot of Grunts), Fiorello und Antonio Banderas.
Während die musikalischen Qualitäten des Festivals anerkannt wurden, gab es 2001 viel Kritik an der Inszenierung, was sich auch in den Einschaltquoten niederschlug. Luce (Tramonti a nord est) von Elisa (begleitet vom Solis String Quartet) entwickelte sich rasch zum Favoriten der Kritiker, während Giorgia mit Di sole e d’azzurro beim Publikum punkten konnte. In der Newcomer-Kategorie gewann die junge Rockband Gazosa mit dem Lied Stai con me (Forever), der Kritikerpreis ging ex aequo an Francesco Renga mit Raccontami… und an Roberto Angelini mit Il Signor Domani. Im Finale konnte sich erneut die Expertenjury durchsetzen und Elisa zum Sieg verhelfen; auf dem Podium folgten ihr Giorgia und Matia Bazar (mit Questa nostra grande storia d’amore); Elisa konnte sich auch den Kritikerpreis sichern.

## Teilnehmende Beiträge

### Campioni
- Sieger

| Platzierung | Interpret        | Lied                                          | Autoren |
| ----------- | ---------------- | --------------------------------------------- | --- |
| 1           | Elisa            | Luce (tramonti a nord est)                    | Elisa Toffoli, Zucchero Fornaciari                                                                            |
| 2           | Giorgia          | Di sole e d’azzurro                           | Zucchero Fornaciari, Matteo Saggese, Mino Vergnaghi                                                           |
| 3           | Matia Bazar      | Questa nostra grande storia d’amore           | Giancarlo Golzi, Piero Cassano                                                                                |
| 4           | Michele Zarrillo | L’acrobata                                    | Vincenzo Incenzo, Michele Zarrillo                                                                            |
| 5           | Paola Turci      | Saluto l’inverno                              | Paola Turci, Carmen Consoli                                                                                   |
| 6           | Jenny B          | Anche tu                                      | Giancarlo Golzi, Piero Cassano                                                                                |
| 7           | Alex Britti      | Sono contento                                 | Alex Britti                                                                                                   |
| 8           | Gigi D’Alessio   | Tu che ne sai                                 | Vincenzo D’Agostino, Gigi D’Alessio                                                                           |
| 9           | Fabio Concato    | Ciao Ninìn                                    | Fabio Concato                                                                                                 |
| 10          | Anna Oxa         | L’eterno movimento                            | Giuseppe Fulcheri, Laurex                                                                                     |
| 11          | Peppino di Capri | Pioverà (Habibi ené)                          | Franco Del Prete, Peppino di Capri, M. Vitale                                                                 |
| 12          | Gianni Bella     | Il profumo del mare                           | Gianni Bella, Mogol                                                                                           |
| 13          | Syria            | Fantasticamenteamore                          | Biagio Antonacci, Saverio Lanza                                                                               |
| 14          | Sottotono        | Mezze verità                                  | Tormento, Big Fish                                                                                            |
| 15          | Quintorigo       | Bentivoglio Angelina (Kon tutto il mio amaro) | John De Leo, Valentino Bianchi, Andrea Costa, Gionata Costa, Stefano Ricci, Michele Montanari, Guido Facchini |
| 16          | Bluvertigo       | L’assenzio (The Power of Nothing)             | Morgan, Luca Urbani                                                                                           |

### Giovani
- Sieger

| Platzierung | Interpret           | Lied                     | Autoren                                                                                            |
| ----------- | ------------------- | ------------------------ | -------------------------------------------------------------------------------------------------- |
| 1           | Gazosa              | Stai con me (Forever)    | E. Caterini, Sandro Nasuti, Stefano Borzi                                                          |
| 2           | Moses               | Maggie                   | Matteo Di Franco, Sergio Moschetto, Andrea Zuppini                                                 |
| 3           | Francesco & Giada   | Turuturu                 | Francesco Boccia, Giada Caliendo                                                                   |
| 4           | Principe e Socio M. | Targato NA               | M. Spenillo, A. De Carmine                                                                         |
| 5           | Carlotta            | Promessa                 | Carlotta, Assolo, Luca Angelosanti, Marco De Iaco, Davide Massa, Francesco Morettini, Alex Zuccaro |
| 6           | Francesco Renga     | Raccontami…              | Francesco Renga, Umberto Iervolino                                                                 |
| 7           | Paolo Meneguzzi     | Ed io non ci sto più     | Roberto Zappalorto                                                                                 |
| 8           | Carlito             | Emily                    | Carlo De Bei                                                                                       |
| 9           | XSense              | Luna                     | Paolo Brera, Alessandro Branca, Jacopo Monasta, Giacomo Godi                                       |
| 10          | Roberto Angelini    | Il Signor Domani         | Roberto Angelini                                                                                   |
| 11          | Sara 6              | Bocca                    | Serenella Occhipinti, Mauro Gardella                                                               |
| 12          | Velvet              | Nascosto dietro un vetro | P. Ferrantini, G. Cornetta, A. Sgreccia, P. Bazzoffi                                               |
| 13          | Stefano Ligi        | Battiti                  | Stefano Ligi, Roberto Costa                                                                        |
| 14          | Riky Anelli         | Ho vinto un viaggio      | Riky Anelli, Bruno Santori, C. H. Sementina                                                        |
| 15          | Pincapallina        | Quando io                | Paolo Milzani                                                                                      |
| 16          | Isola Song          | Grazie                   | Salvatore Melis, Giuseppe Melis                                                                    |

## Erfolge
Aus kommerzieller Sicht war das Festival 2001 sehr erfolgreich, zehn Beiträge aus der Haupt- und fünf aus der Newcomer-Kategorie erreichten im Anschluss die italienischen Singlecharts. Der Siegerbeitrag erreichte die Chartspitze, was seit 1993 nicht mehr vorgekommen war.

| Jahr | Titel Interpret                                 | Höchstplatzierung, Gesamtwochen, AuszeichnungChartsChartplatzierungen (Jahr, Titel, Interpret, Platzierungen, Wochen, Auszeichnungen, Anmerkungen) | Anmerkungen        |
| Jahr | Titel Interpret                                 | IT | Anmerkungen        |
| ---- | ----------------------------------------------- | --- | ------------------ |
| 2001 | Luce (tramonti a Nord Est) Elisa                | IT1 (23 Wo.)IT | Platz 1            |
| 2001 | Sono contento Alex Britti                       | IT2 (11 Wo.)IT | Platz 7            |
| 2001 | L’assenzio (The Power of Nothing) Bluvertigo    | IT12 (9 Wo.)IT | Platz 16           |
| 2001 | Mezze verità Sottotono                          | IT14 (11 Wo.)IT | Platz 14           |
| 2001 | Saluto l’inverno Paola Turci                    | IT15 (8 Wo.)IT | Platz 5            |
| 2001 | L’acrobata Michele Zarrillo                     | IT19 (7 Wo.)IT | Platz 4            |
| 2001 | Bentivoglio Angelina Quintorigo                 | IT22 (3 Wo.)IT | Platz 15           |
| 2001 | Stai con me (Forever) Gazosa                    | IT23 (9 Wo.)IT | Platz 1 (Newcomer) |
| 2001 | Raccontami Francesco Renga                      | IT24 (11 Wo.)IT | Platz 6 (Newcomer) |
| 2001 | Turuturu Francesco & Giada                      | IT24 (3 Wo.)IT | Platz 3 (Newcomer) |
| 2001 | L’eterno movimento Anna Oxa                     | IT25 (3 Wo.)IT | Platz 10           |
| 2001 | Fantasticamenteamore Syria                      | IT26 (8 Wo.)IT | Platz 13           |
| 2001 | Promessa Carlotta                               | IT41 (4 Wo.)IT | Platz 5 (Newcomer) |
| 2001 | Questa nostra grande storia d’amore Matia Bazar | IT41 (2 Wo.)IT | Platz 3            |
| 2001 | Maggie Moses                                    | IT45 (1 Wo.)IT | Platz 2 (Newcomer) |

## Belege
1. ↑  Eddy Anselmi: Il Festival di Sanremo: 70 anni di storie, canzoni, cantanti e serate. DeAgostini, Mailand, ISBN 978-88-511-7661-7, S. 653.
2. ↑  Guido Racca & Chartitalia: Top 100 FIMI Singoli. Lulu, 2013.